# Câmera Record
Câmera Record foi um programa de televisão jornalístico semanal brasileiro, produzido e exibido pela Record, que ia ao ar nas noites de domingo. Estreou em 11 de janeiro de 2008, sob apresentação do jornalista Marcos Hummel e, de 2017 a 2021, com reportagens de Domingos Meirelles e encerrou em 12 de janeiro de 2025, sendo apresentado por Roberto Cabrini.

## Programa
Trata-se de um jornalístico temático com uma hora de duração que traz grandes documentários produzidos pelas equipes de reportagem da emissora no Brasil e no Mundo.
Em junho de 2009, o jornalístico foi exibido em chroma key, devido às reformas na redação da emissora. Em 3 de julho do mesmo ano, estreou novo cenário-redação.
Antes da versão atualmente exibida pela Rede Record, o programa era apresentado por Eliakim Araújo na Record News e exibia documentários do programa americano 60 Minutes; com a criação da versão da Record, este passou a se chamar Câmera Record News.
Em 2014, o programa deixou de ser exibido as sextas e foi para as quartas, para concorrer com o SBT, além de Globo e Band, estas duas transmitindo o Futebol.
No dia 14 de janeiro de 2016, o programa passou a ser exibido às quintas em novo horário às 00:15.
Em 23 de abril de 2017. a atração passou a ser exibida aos domingos de noite, depois do Domingo Espetacular, substituindo o Repórter em Ação.
Em 12 de julho de 2020, o programa apresentou um cenário novo, hiper-realista,  sob apresentação de Sérgio Aguiar, que comanda o programa interinamente, devido Marcos Hummel estar no grupo de risco da COVID-19  Em 27 de março de 2022, o programa passou a ser apresentado por Roberto Cabrini, que acumula as funções de apresentador e editor-chefe, além de ser repórter. 
Em 28 de novembro de 2024, a Record anuncia o encerramento do programa após 17 anos consecutivos no ar por cortes de gastos, causando a demissão de toda a equipe, com exceção de Roberto Cabrini, que passa a apresentar o Domingo Espetacular. A última edição inicialmente foi marcada para ir ao ar no dia 29 de dezembro, depois sendo adiada para o dia 12 de janeiro de 2025, e o seu espaço foi ocupado pela nova versão do Esporte Record, apresentado por Cléber Machado e Paloma Tocci, atendendo a um dos pedidos da Liga Forte Futebol do Brasil com a aquisição do Campeonato Brasileiro de Futebol de 2025 - Série A.

## Audiência
Em outubro de 2010, o programa se recuperou de quedas constantes nos índices de audiência durante os meses anteriores e registrou 10 pontos de média, empatando com a Rede Globo no seu horário de exibição e garantindo a liderança isolada com a exibição de dois dos cinco programas levados ao ar durante o mês.

### Audiência de setembro de 2015
| Audiência em São Paulo | Audiência em Belém | Audiência em Goiânia | Audiência em Recife | Audiência em Vitória |
| ---------------------- | ------------------ | -------------------- | ------------------- | -------------------- |
| 7.0                    | 8.0                | 5.0                  | 5.0                 | 4.0                  |

Fonte: